# Valeri Fomenkov
Valeri Ivanovitch Fomenkov - en russe : Валерий Иванович Фоменков - (né le 24 décembre 1938 à Moscou en URSS et mort le 29 décembre 2021) est un joueur professionnel russe de hockey sur glace.

## Carrière de joueur
En 1957, il débute avec les Krylia Sovetov dans le championnat d'URSS. De 1958 à 1960, il porte les couleurs du SKA Kalinin puis rejoint le HK Spartak Moscou. Il met un terme à sa carrière de joueur en 1970 avant d'entraîner l'équipe en 1970-1971 et de 1972 à 1977. Il a joué 480 matchs pour 141 buts. Il a remporté le titre en 1962, 1967, et 1969. Son numéro 14 a été retiré par le Spartak le 4 janvier 2011.

## Carrière internationale
Il a représenté l'URSS.